# Gunnar Stenvall
Sven Johan Gunnar Stenvall, född den 1 september 1883 i Färgaryds församling, Jönköpings län, död den 15 februari 1953 i Växjö, var en svensk präst.
Stenvall avlade studentexamen i Växjö 1904, teologisk-filosofisk examen vid Uppsala universitet 1905, teologie kandidatexamen där 1908 och folkskollärarexamen i Växjö 1909. Efter prästvigningen var han vice pastor i Järsnäs 1908. Stenvall var domkyrkoadjunkt i Växjö 1909–1922 och domkyrkokomminister där från 1923. Han var extra adjunkt vid Växjö folkskoleseminarium 1911–1916 och predikant vid Sankt Sigfrids sjukhus från 1916. Stenvall blev kontraktsprost i Kinnevalds och Norrvidinge kontrakt 1943. Han var amanuens vid Växjö domkapitel och adjungerad ledamot där 1928–1936, minnestecknare vid 1941 och 1947 års prästmöten, redaktör för Växjö stifts hembygdskalender från 1921 och medredaktör för stiftsbladet Kyrka och hem 1934–1939. Stenvall blev ledamot av Vasaorden 1934.